# Стаднічук Іван Якович
Стаднічук Іван Якович (10 червня 1913, с. Халаїмгородок (зараз село Городківка), Андрушівський район, Житомирська область — 26 лютого 2000, Алмати, Казахстан) — радянський художник. Член Спілки художників СРСР (з 1956).

## Життєпис
1940 р. закінчив Ташкентське художнє училище.
1952 р. закінчив графічний факультет Ленінградського інституту живопису, скульптури та архітектури. Після закінчення був направлений на роботу до міста Алмати.
Нагороджений орденом Червоної Зірки, медалями «За оборону Ленінграда», «За перемогу над Німеччиною», «За перемогу над Японією».

## Творчість
Працював у всіх жанрах станкового мистецтва та акварелі.
Зробив значний внесок у становлення образотворчого мистецтва Казахстану.
В Державному музеї мистецтва Казахстану зберігаються його перші плакати, створені в роки роботи в КазИЗО (1952—1955).
Залишив великий творчий спадок, частина з якого знаходиться у фондах ДМІ РК ім. Кастєєва, сімейному архіві, приватних колекціях.
- «Портрет невідомої» (1956).
- «Тополя» (1964)
- «Вулиця Фурманова і Жовтнева» (третя четверть ХХ ст.)
- «Піони» (1983).
- «Африка. Пробуждение. Рассвет» (1966).
- «Алма-ата. Зелёный базар» (1958)..
- «Весновка» (1980)
- «Марія» (1991).
- «Синя чашка» (1973)
- «К столу» (1988).
- «Бутаковська ущелина» (1984).
- «Іриси» (1964)[2]